# Ostenfeld (Husum)
Ostenfeld (Husum) (danska: Østerfjolde) är en kommun i Kreis Nordfriesland i förbundslandet Schleswig-Holstein i Tyskland. Centralorten är Ostenfeld.
Kommunen ingår i kommunalförbundet Amt Nordsee-Treene tillsammans med ytterligare 26 kommuner.